# Asellaria aselli
Asellaria aselli är en svampart som beskrevs av D. Scheer ex S.T. Moss & Lichtw. 1984. Asellaria aselli ingår i släktet Asellaria och familjen Asellariaceae.   Inga underarter finns listade i Catalogue of Life.